# Kazushi Ono
Kazushi Ōno (大野 和士, Ōno Kazushi) (Tokio, 4 maart 1960) is een Japanse dirigent. Hij is muziekdirecteur van Brussels Philharmonic en Tokyo Metropolitan Symphony Orchestra, en artistiek directeur van het New National Theatre Tokyo.

## Biografie
Ōno studeerde aan het Tokyo National University of Fine Arts and Music, en bij Wolfgang Sawallisch en Giuseppe Patanè aan de Bayerischer Staatsoper. In 1987 won hij de Eerste Prijs op de 3de Toscanini International Conductors' Competition.
Ōno was chef-dirigent van het Tokyo Philharmonic Orchestra tussen 1992 en 1999, waar hij vervolgens ook diende als artistiek adviseur tussen 1999 en 2001. Tegenwoordig is hij Conductor Laureate van het orkest.
In mei 2013 kondigde het Tokyo Metropolitan Symphony Orchestra de aanstelling van Ōno als muziekdirecteur aan, beginnende in april 2015 met een contract van 5 jaar. In 2018 werd zijn contract verlengd tot maart 2023. In oktober 2021, verlengde het orkest zijn contract verder tot 2026.

## Carrière in Europa
In Europa was Ōno chef-dirigent van het Zagreb Philharmonic Orchestra van 1990 tot 1996. Hij was algemeen muziekdirecteur van de Baden Staatsopera, Karlsruhe van 1996 tot 2002. Van augustus 2002 tot 2008 was hij muziekdirecteur van De Munt (Brussel). Ōno dirigeerde het orkest van de De Munt in verschillende hedendaagse opera's, waaronder Philippe Boesmans' Julie en Wintermärchen, en de werelpremière van Toshio Hosokawa's Hanjo op het Aix-en-Provence Festival (2004). Van 2008 tot 2017 was Ōno chef-dirigent van de Opéra National de Lyon. In januari 2014, kondigde het Orquestra Symfónica de Barcelona de aanstelling van Ōno als muziekdirecteur aan vanaf september 2015 voor een periode van 3 jaar. Zijn contract werd verlengd tot 2022.
In 2018 werd Ōno aangesteld als artistiek directeur van het New National Theatre Tokyo (NNTT). Zijn contract werd daar verlengd tot 2026. Hij dirigeerde daar onder meer de wereldpremière van Asters in 2019, een commissie van de Japanse componist Akira Nishimura, genomineerd voor een 2020 International Opera Award. Ook dirigeerde hij het NNTT in de werelpremières van Dai Fujikura's A Dream of Armageddon (2020) en Keiichiro Shibuya's android opera Super Angels (2021).
Andere nieuwe werken in opdracht van Ōno zijn Mark-Anthony Turnage's Hibiki, dat in première ging in de Suntory Hall in november 2016, en ook te horen was op de 2017 BBC Proms en dat werd bekroond met de 2018 Royal Philharmonic Society Award for Large-Scale Composition.
In 2021 was Ōno voor de eerste keer te gast bij Brussels Philharmonic. In september 2021 kondigde het orkest aan dat Ōno werd aangesteld als de nieuwe muziekdirecteur vanaf het seizoen 2022–2023.

## Prijzen
Ōno ontving de 2009 Suntory Music Award en de 2015 Asahi Prize. He is ook bekroond met de Franse titel Officier de l’ordre des Arts et des Lettres voor zijn bijdrage aan de Japanse cultuur.
- Biblioteca Nacional de España: XX1343685
- Bibliothèque nationale de France: cb13991155s (data)
- Gemeinsame Normdatei: 135107393
- International Standard Name Identifier: 0000 0001 1947 7050
- Library of Congress Control Number: no2005075817
- MusicBrainz: 380dee49-33ba-418f-92af-081d302dd45f
- Nationale Bibliotheek van Tsjechië: jn20010601260
- Nationale Bibliotheek van Israël: 987007295233805171
- Nationale Bibliotheek van Polen: a0000001782206
- Système universitaire de documentation: 086274767
- Virtual International Authority File: 24796989
- WorldCat: E39PBJqk9gGWMYTkpv6GRjWRrq